# Carlos Fermín Fitzcarrald (província)
Carlos Fermín Fitzcarrald é uma província do Peru localizada na região de Ancash. Sua capital é a cidade de San Luis.

## Distritos da província
- San Luis
- San Nicolas
- Yauya